# Bembidion disparile
Bembidion disparile är en skalbaggsart som beskrevs av Thomas Casey. Bembidion disparile ingår i släktet Bembidion och familjen jordlöpare. Inga underarter finns listade i Catalogue of Life.